# Dyskografia Marco Mengoniego
Dyskografia Marco Mengoniego – włoskiego piosenkarza, składa się z sześciu albumów studyjnych, czterech albumów koncertowego, sześciu minialbumów, trzydziestu sześciu singli (w tym jednego z gościnnym udziałem) oraz trzydziestu teledysków. 
3 grudnia 2009 roku został wydany debiutancki singel Mengoniego „Dove si vola”, który zadebiutował na szczycie listy przebojów we Włoszech. W tym samym roku ukazał się pierwszy minialbum wokalisty o tym samym tytule, który sprzedał się w ilości 60 000 egzemplarzy we Włoszech i uzyskał tam status platynowej płyty. Rok później wydany został drugi minialbum, Re matto, który uzyskał status potrójnej platynowej płyty. Wydawnictwo promował notowany na 3. pozycji we włoskim zestawieniu singel „Credimi ancora” oraz utwór „Stanco (Deeper Inside)”. 19 października tego samego roku ukazał się pierwszy album koncertowy Re matto live, który tak jak poprzedni album Mengoniego uplasował się na szczycie listy bestselerów we Włoszech. Pierwszy singel „In un giorno qualunque” dotarł do 5. pozycji w notowaniu Top 100 Singles. W 2011 roku został wydany singel „Solo (Vuelta al ruedo)”, który promował pierwszy długogrający album studyjny Solo 2.0. Album zadebiutował na pierwszym miejscu listy we Włoszech i uzyskał tam status złotej płyty. Następnymi singlami z płyty były „Tanto il resto cambia” i „Dall’inferno”. 
Drugi album studyjny wokalisty, #prontoacorrere, promowany był notowanym we Włoszech, Austrii, Niemczech, Holandii, Hiszpanii oraz Szwajcarii singlem „L’essenziale”, z którym to wokalista reprezentował Włochy w Konkursie Piosenki Eurowizji w 2013 roku. Kolejnymi singlami wydawnictwa były notowane we Włoszech utwory „Pronto a correre”, „Non passerai” oraz „Non me ne accorgo”. Album dotarł na szczyt włoskiego notowania albumów, do 73. miejsca hiszpańskiego zestawienia prowadzonego przez Productores de Música de España oraz 52. pozycji na szwajcarskiej liście wydawnictw Schweizer Hitparade.
W 2014 roku Mengoni wydał singel z hiszpańskojęzyczną wersją piosenki „L’essenziale” – „Incomparable”, która dotarła do 14. miejsca włoskiej listy przebojów. Utwór promował notowany na 18. pozycji włoskiego zestawienia płyt  minialbum #prontoacorrerespain.
13 stycznia 2015 roku ukazał się trzeci album studyjny wokalisty Parole in circolo, który osiągnął status potrójnej platynowej płyty we Włoszech i dotarł na szczyt zestawienia albumów w tym kraju. Wydawnictwo uplasowało się ponadto na 14. miejscu notowania albumów w Szwajcarii. Album promował przebój „Guerriero”, który osiągnął sprzedaż ponad 200 000 egzemplarzy we Włoszech, a także single „Esseri umani” oraz „Io ti aspetto”, które otrzymały kolejno status platynowej oraz złotej płyty w rodzimym kraju wokalisty.

## Albumy studyjne
| 2011                                                    | Solo 2.0 - Wydany: 27 września 2011 - Wytwórnia: Sony Music - Format: CD, digital download          | 1 | –  | –  | - ITA: złoto      | - ITA: 30 000+  |
| 2013                                                    | #prontoacorrere - Wydany: 19 marca 2013 - Wytwórnia: Sony Music - Format: CD, digital download      | 1 | 73 | 52 | - ITA: 3× platyna | - ITA: 150 000+ |
| 2015                                                    | Parole in circolo - Wydany: 13 stycznia 2015 - Wytwórnia: Sony Music - Format: CD, digital download | 1 | –  | 14 | - ITA: 3× platyna | - ITA: 150 000+ |
| 2015                                                    | Le cose che non ho - Wydany: 4 grudnia 2015 - Wytwórnia: Sony Music - Format: CD, digital download  | 1 | –  | 8  | - ITA: 4× platyna | - ITA: 200 000+ |
| 2018                                                    | Atlantico - Wydany: 30 listopada 2018 - Wytwórnia: Sony Music - Format: CD, digital download        | 1 | –  | 20 | - ITA: 3× platyna | - ITA: 150 000+ |
| 2021                                                    | Materia (Terra) - Wydany: 3 grudnia 2021 - Wytwórnia: Sony Music - Format: CD, digital download     | 2 | –  | 32 | - ITA: platyna    | - ITA: 50 000+  |
| „–” oznacza, że album nie był notowany na danej liście. | |   |    |    |                   |                 |

## Albumy koncertowe
| Rok  | Dane dot. albumu                                                                                                   | Najwyższe pozycje na listach | Certyfikat        | Sprzedaż        |
| Rok  | Dane dot. albumu                                                                                                   | ITA                          | Certyfikat        | Sprzedaż        |
| ---- | --- | ---------------------------- | ----------------- | --------------- |
| 2010 | Re matto live - Wydany: 19 października 2010 - Wytwórnia: Sony Music - Format: CD+DVD, digital download            | 1                            | - ITA: 3× platyna | - ITA: 180 000+ |
| 2016 | Marco Mengoni Live - Wydany: 25 listopada 2016 - Wytwórnia: Sony Music - Format: 2× CD+DVD, 3 LP, digital download | 1                            | - ITA: platyna    | - ITA: 50 000+  |
| 2019 | Atlantico Soundcheck - Wydany: 26 kwietnia 2019 - Wytwórnia: Sony Music - Format: CD                               | –                            |                   |                 |
| 2019 | Atlantico / On Tour - Wydany: 25 października 2019 - Wytwórnia: Sony Music - Format: 2× CD, digital download       | –                            |                   |                 |

## EP
| 2009                                                        | Dove si vola - Wydany: 4 grudnia 2009 - Wytwórnia: Sony Music - Format: CD, digital download        | 9  | - ITA: platyna    | - ITA: 60 000+  |
| 2010                                                        | Re matto - Wydany: 17 lutego 2010 - Wytwórnia: Sony Music - Format: CD, digital download            | 1  | - ITA: 3× platyna | - ITA: 180 000+ |
| 2012                                                        | Dall'inferno - Wydany: 24 kwietnia 2012 - Wytwórnia: Sony Music - Format: CD, digital download      | –  |                   |                 |
| 2013                                                        | Natale senza regali - Wydany: 1 grudnia 2013 - Wytwórnia: Sony Music - Format: CD, digital download | –  |                   |                 |
| 2014                                                        | #prontoacorrerespain - Wydany: 10 czerwca 2014 - Wytwórnia: Sony Music - Format: digital download   | 18 |                   |                 |
| 2017                                                        | Onde - Wydany: 16 czerwca 2017 - Wytwórnia: Sony Music - Format: CD, digital download               | –  |                   |                 |
| „–” oznacza, że minialbum nie był notowany na danej liście. | |    |                   |                 |

## Single

### Jako główny artysta
| Rok                                                      | Tytuł                                                  | Najwyższe pozycje na listach | Najwyższe pozycje na listach | Najwyższe pozycje na listach | Najwyższe pozycje na listach | Najwyższe pozycje na listach | Najwyższe pozycje na listach | Certyfikat        | Sprzedaż        | Album                |
| Rok                                                      | Tytuł                                                  | ITA                          | AUT                          | ESP                          | DEU                          | NLD                          | CHE                          | Certyfikat        | Sprzedaż        | Album                |
| -------------------------------------------------------- | ------------------------------------------------------ | ---------------------------- | ---------------------------- | ---------------------------- | ---------------------------- | ---------------------------- | ---------------------------- | ----------------- | --------------- | -------------------- |
| 2009                                                     | „Dove si vola”                                         | 1                            | –                            | –                            | –                            | –                            | –                            |                   |                 | Dove si vola         |
| 2010                                                     | „Credimi ancora”                                       | 3                            | –                            | –                            | –                            | –                            | –                            | - ITA: platyna    | - ITA: 30 000+  | Re matto             |
| 2010                                                     | „Stanco (Deeper Inside)”                               | –                            | –                            | –                            | –                            | –                            | –                            |                   |                 | Re matto             |
| 2010                                                     | „In un giorno qualunque”                               | 5                            | –                            | –                            | –                            | –                            | –                            | - ITA: platyna    | - ITA: 30 000+  | Re matto live        |
| 2011                                                     | „Questa notte”                                         | 65                           | –                            | –                            | –                            | –                            | –                            |                   |                 | Re matto live        |
| 2011                                                     | „Solo (Vuelta al ruedo)”                               | 4                            | –                            | –                            | –                            | –                            | –                            |                   |                 | Solo 2.0             |
| 2011                                                     | „Tanto il resto cambia”                                | 66                           | –                            | –                            | –                            | –                            | –                            |                   |                 | Solo 2.0             |
| 2012                                                     | „Dall’inferno”                                         | 40                           | –                            | –                            | –                            | –                            | –                            |                   |                 | Solo 2.0             |
| 2013                                                     | „L’essenziale”                                         | 1                            | 60                           | 43                           | 79                           | 69                           | 36                           | - ITA: 4× platyna | - ITA: 200 000+ | #prontoacorrere      |
| 2013                                                     | „Bellissimo”                                           | 17                           | –                            | –                            | –                            | –                            | –                            |                   |                 | #prontoacorrere      |
| 2013                                                     | „Non passerai”                                         | 10                           | –                            | –                            | –                            | –                            | –                            | - ITA: platyna    | - ITA: 50 000+  | #prontoacorrere      |
| 2013                                                     | „Non me ne accorgo”                                    | 16                           | –                            | –                            | –                            | –                            | –                            |                   |                 | #prontoacorrere      |
| 2013                                                     | „Pronto a correre”                                     | 7                            | –                            | –                            | –                            | –                            | –                            | - ITA: platyna    | - ITA: 30 000+  | #prontoacorrere      |
| 2014                                                     | „Incomparable”                                         | 14                           | –                            | –                            | –                            | –                            | –                            |                   |                 | #prontoacorrerespain |
| 2014                                                     | „La valle dei re”                                      | –                            | –                            | –                            | –                            | –                            | –                            |                   |                 | #prontoacorrere      |
| 2014                                                     | „Guerriero”                                            | 1                            | –                            | –                            | –                            | –                            | –                            | - ITA: 6× platyna | - ITA: 300 000+ | Parole in circolo    |
| 2015                                                     | „Esseri umani”                                         | 16                           | –                            | –                            | –                            | –                            | –                            | - ITA: 2× platyna | - ITA: 100 000+ | Parole in circolo    |
| 2015                                                     | „Io ti aspetto”                                        | 13                           | –                            | –                            | –                            | –                            | –                            | - ITA: 2× platyna | - ITA: 100 000+ | Parole in circolo    |
| 2015                                                     | „Ti ho voluto bene veramente”                          | 1                            | –                            | –                            | –                            | –                            | 61                           | - ITA: 5× platyna | - ITA: 250 000+ | Le cose che non ho   |
| 2016                                                     | „Invencible”                                           | –                            | –                            | –                            | –                            | –                            | –                            |                   |                 | Liberando palabras   |
| 2016                                                     | „Parole in circolo”                                    | 34                           | –                            | –                            | –                            | –                            | –                            | - ITA: 2× platyna | - ITA: 100 000+ | Le cose che non ho   |
| 2016                                                     | „Solo due satelliti”                                   | 82                           | –                            | –                            | –                            | –                            | –                            | - ITA: platyna    | - ITA: 50 000+  | Le cose che non ho   |
| 2016                                                     | „Sai che”                                              | 3                            | –                            | –                            | –                            | –                            | –                            | - ITA: 2× platyna | - ITA: 100 000+ | Marco Mengoni Live   |
| 2016                                                     | „Ricorderai l’amore (Remember the Love)”               | –                            | –                            | –                            | –                            | –                            | –                            |                   |                 | Parole in circolo    |
| 2017                                                     | „Onde”                                                 | 38                           | –                            | –                            | –                            | –                            | –                            | - ITA: platyna    | - ITA: 50 000+  | Onde                 |
| 2017                                                     | „Come neve” (oraz Giorgia)                             | 3                            | –                            | –                            | –                            | –                            | –                            | - ITA: 2× platyna | - ITA: 100 000+ | Oronero Live         |
| 2018                                                     | „Voglio”                                               | 4                            | –                            | –                            | –                            | –                            | –                            | - ITA: złoto      | - ITA: 25 000+  | Atlantico            |
| 2018                                                     | „Buona vita”                                           | 8                            | –                            | –                            | –                            | –                            | –                            |                   |                 | Atlantico            |
| 2018                                                     | „Hola (I Say)” (feat. Tom Walker)                      | –                            | –                            | –                            | –                            | –                            | –                            | - ITA: 3× platyna | - ITA: 150 000+ | Atlantico            |
| 2019                                                     | „Muhammad Ali”                                         | 39                           | –                            | –                            | –                            | –                            | –                            | - ITA: platyna    | - ITA: 50 000+  | Atlantico            |
| 2019                                                     | „Duemila volte”                                        | 10                           | –                            | –                            | –                            | –                            | –                            | - ITA: platyna    | - ITA: 50 000+  | Atlantico / On Tour  |
| 2021                                                     | „Venere e Marte” (oraz Takagi & Ketra i Frah Quintale) | 2                            | –                            | –                            | –                            | –                            | –                            | - ITA: 2× platyna | - ITA: 100 000+ | –                    |
| 2021                                                     | „Ma stasera”                                           | 17                           | –                            | –                            | –                            | –                            | –                            | - ITA: 2× platyna | - ITA: 100 000+ | Materia (Terra)      |
| 2021                                                     | „Cambia un uomo”                                       | 35                           | –                            | –                            | –                            | –                            | –                            | - ITA: złoto      | - ITA: 25 000+  | Materia (Terra)      |
| 2021                                                     | „Mi fiderò” (oraz Madame)                              | 12                           | –                            | –                            | –                            | –                            | –                            | - ITA: platyna    | - ITA: 50 000+  | Materia (Terra)      |
| 2022                                                     | „No Stress”                                            | –                            | –                            | –                            | –                            | –                            | –                            |                   |                 | –                    |
| „–” oznacza, że singel nie był notowany na danej liście. |                                                        |                              |                              |                              |                              |                              |                              |                   |                 |                      |

### Z gościnnym udziałem
| Rok  | Tytuł                                                 | Najwyższe pozycje na listach | Album                          |
| Rok  | Tytuł                                                 | ITA                          | Album                          |
| ---- | ----------------------------------------------------- | ---------------------------- | ------------------------------ |
| 2009 | „All I Want for Christmas Is You” (The X-Factor 2009) | 19                           | X Factor - The Christmas Album |

## Pozostałe utwory

### Z gościnnym udziałem
| Rok  | Tytuł       | Album          | Uwagi                                  |
| ---- | ----------- | -------------- | -------------------------------------- |
| 2011 | „Meri Luis” | Questo È Amore | Gościnny występ w utworze Lucio Dalla. |

### Notowane na listach
| Rok  | Tytuł                       | Najwyższe pozycje na listach | Album                          |
| Rok  | Tytuł                       | ITA                          | Album                          |
| ---- | --------------------------- | ---------------------------- | ------------------------------ |
| 2009 | „Insieme a te sto bene”     | 34                           | –                              |
| 2009 | „Almeno tu nell’universo”   | 22                           | –                              |
| 2009 | „Billie Jean”               | 49                           | –                              |
| 2009 | „Il nostro concerto”        | 28                           | –                              |
| 2009 | „Kiss”                      | 30                           | –                              |
| 2009 | „Back in Black”             | 22                           | –                              |
| 2009 | „Senza fine”                | 28                           | –                              |
| 2009 | „My Baby Just Cares for Me” | 48                           | –                              |
| 2009 | „Man in the Mirror”         | 28                           | Dove si vola                   |
| 2009 | „L’amore si odia”           | 46                           | Dove si vola                   |
| 2009 | „Psycho Killer”             | 18                           | Dove si vola                   |
| 2009 | „White Christmas”           | 13                           | X Factor - The Christmas Album |
| 2012 | „Scrivi qualcosa per me”    | 38                           | Il senso... di Alex            |
| 2015 | „Se sei come sei”           | 25                           | Parole in circolo              |
| 2015 | „Invincibile”               | 37                           | Parole in circolo              |
| 2015 | „La neve prima che cada”    | 69                           | Parole in circolo              |
| 2015 | „Mai e per sempre”          | 79                           | Parole in circolo              |
| 2015 | „Come un attimo fa”         | 87                           | Parole in circolo              |
| 2015 | „Ed è per questo”           | 90                           | Parole in circolo              |
| 2015 | „Se io fossi te”            | 94                           | Parole in circolo              |

## DVD
| Rok  | Dane dot. wydawnictwa                                                                         |
| ---- | --------------------------------------------------------------------------------------------- |
| 2013 | #prontoacorrereilviaggio - Wydany: 19 października 2013 - Wytwórnia: Sony Music - Format: DVD |

## Teledyski
| Rok  | Tytuł                                     | Reżyser                                          |
| ---- | ----------------------------------------- | ------------------------------------------------ |
| 2010 | „Credimi ancora”                          | Gaetano Morbioli                                 |
| 2010 | „Stanco (Deeper Inside)”                  | Gaetano Morbioli                                 |
| 2010 | „In un giorno qualunque”                  | Francesco Fei                                    |
| 2011 | „Solo (Vuelta al ruedo)”                  | Gianluca „Calu” Montesano                        |
| 2011 | „Tanto il resto cambia” (wersja pierwsza) | Roberto „Saku” Cinardi                           |
| 2011 | „Tanto il resto cambia” (wersja druga)    | Roberto „Saku” Cinardi                           |
| 2012 | „Dall’inferno”                            | Gianluca „Calu” Montesano                        |
| 2013 | „L’essenziale”                            | Giuseppe La Spada                                |
| 2013 | „Pronto a correre”                        | Gaetano Morbioli                                 |
| 2013 | „Non passerai”                            | Gaetano Morbioli                                 |
| 2013 | „Non me ne accorgo”                       | Christian Biondani                               |
| 2014 | „Incomparable”                            | Luca Tartaglia                                   |
| 2014 | „La valle dei re”                         | Gaetano Morbioli                                 |
| 2014 | „Guerriero”                               | Marco Mengoni, Cosimo Alemà                      |
| 2015 | „Esseri umani”                            | Cosimo Alemà                                     |
| 2015 | „Io ti aspetto”                           | Luca Finotti                                     |
| 2015 | „Ti ho voluto bene veramente”             | Niccolò Celaia, Antonio Usbergo                  |
| 2016 | „Invencible”                              | –                                                |
| 2016 | „Parole in circolo”                       | Niccolò Celaia, Antonio Usbergo                  |
| 2016 | „Solo due satelliti”                      | Antonio Usbergo, Niccolò Celaia, Michael Schermi |
| 2016 | „Sai che”                                 | Niccolò Celaia, Antonio Usbergo                  |
| 2016 | „Ricorderai l'amore (Remember the Love)”  | –                                                |
| 2018 | „Voglio”                                  | Niccolò Celaia, Antonio Usbergo                  |
| 2018 | „Buona vita”                              | Shipmate, Giulio Rosati                          |
| 2018 | „Hola (I Say)”                            | Shipmate, Giulio Rosati                          |
| 2019 | „Muhammad Ali”                            | Niccolò Celaia, Antonio Usbergo                  |
| 2019 | „Duemila volte”                           | Shipmate, Giulio Rosati                          |
| 2021 | „Venere e marte”                          | Niccolò Celaia, Antonio Usbergo                  |
| 2021 | „Ma stasera”                              | Roberto Ortu                                     |
| 2021 | „Cambia un uomo”                          | Roberto Ortu                                     |